# Glee: The Music - The Complete Season One
Glee: The Music - The Complete Season One es el primer álbum recopilatorio del elenco de la serie de televisión estadounidense Glee. Contiene 100 canciones grabadas durante la primera temporada de la serie. Fue lanzada en la plataforma ITunes el 14 de septiembre de 2010.

## Lista de canciones
| Glee: The Music - The Complete Season One |                                                                           |          |  |
| N.º                                       | Título                                                                    | Duración |  |
| 1.                                        | «Don't Stop Believin'»                                                    | 3:52     |  |
| 2.                                        | «On My Own»                                                               | 3:17     |  |
| 3.                                        | «Can't Fight This Feeling»                                                | 3:30     |  |
| 4.                                        | «Rehab»                                                                   | 3:26     |  |
| 5.                                        | «Leaving On a Jet Plane»                                                  | 4:02     |  |
| 6.                                        | «Gold Digger»                                                             | 3:01     |  |
| 7.                                        | «Push It»                                                                 | 3:17     |  |
| 8.                                        | «I Say a Little Prayer»                                                   | 1:40     |  |
| 9.                                        | «Take a Bow»                                                              | 3:36     |  |
| 10.                                       | «Mercy»                                                                   | 3:27     |  |
| 11.                                       | «Bust Your Windows»                                                       | 4:20     |  |
| 12.                                       | «I Wanna Sex You Up»                                                      | 2:06     |  |
| 13.                                       | «Taking Chances»                                                          | 3:56     |  |
| 14.                                       | «Maybe This Time (con Kristin Chenoweth)»                                 | 2:59     |  |
| 15.                                       | «Alone (con Kristin Chenoweth)»                                           | 3:41     |  |
| 16.                                       | «Last Name (con Kristin Chenoweth)»                                       | 4:02     |  |
| 17.                                       | «Somebody to Love»                                                        | 4:43     |  |
| 18.                                       | «It's My Life / Confessions, Pt. II»                                      | 1:51     |  |
| 19.                                       | «Halo / Walking On Sunshine»                                              | 2:05     |  |
| 20.                                       | «Hate On Me»                                                              | 3:30     |  |
| 21.                                       | «No Air»                                                                  | 4:22     |  |
| 22.                                       | «You Keep Me Hangin' On»                                                  | 2:40     |  |
| 23.                                       | «Keep Holding On»                                                         | 4:04     |  |
| 24.                                       | «Bust a Move»                                                             | 4:24     |  |
| 25.                                       | «Thong Song»                                                              | 3:23     |  |
| 26.                                       | «Sweet Caroline»                                                          | 1:58     |  |
| 27.                                       | «I Could Have Danced All Night»                                           | 1:22     |  |
| 28.                                       | «Dancing With Myself»                                                     | 3:10     |  |
| 29.                                       | «Defying Gravity»                                                         | 2:21     |  |
| 30.                                       | «Defying Gravity (Versión solo de Kurt/Chris Colfer)»                     | 2:21     |  |
| 31.                                       | «Defying Gravity (Versión solo de Rachel/Lea Michele)»                    | 2:21     |  |
| 32.                                       | «Proud Mary»                                                              | 3:41     |  |
| 33.                                       | «Endless Love»                                                            | 4:22     |  |
| 34.                                       | «I'll Stand By You»                                                       | 3:49     |  |
| 35.                                       | «Don't Stand So Close to Me / Young Girl»                                 | 2:26     |  |
| 36.                                       | «Crush»                                                                   | 3:20     |  |
| 37.                                       | «(You're) Having My Baby»                                                 | 2:45     |  |
| 38.                                       | «Lean On Me»                                                              | 4:17     |  |
| 39.                                       | «Bootylicious»                                                            | 3:29     |  |
| 40.                                       | «Don't Make Me Over»                                                      | 3:24     |  |
| 41.                                       | «Papa Don't Preach»                                                       | 1:09     |  |
| 42.                                       | «Hair / Crazy In Love»                                                    | 1:39     |  |
| 43.                                       | «Imagine»                                                                 | 2:23     |  |
| 44.                                       | «True Colors»                                                             | 3:34     |  |
| 45.                                       | «Smile (Cover de la canción de Charlie Chaplin)»                          | 3:01     |  |
| 46.                                       | «Jump»                                                                    | 3:55     |  |
| 47.                                       | «Smile (Cover de la canción de Lily Allen)»                               | 3:14     |  |
| 48.                                       | «And I Am Telling You I'm Not Going»                                      | 4:06     |  |
| 49.                                       | «Don't Rain On My Parade»                                                 | 2:45     |  |
| 50.                                       | «You Can't Always Get What You Want»                                      | 3:27     |  |
| 51.                                       | «My Life Would Suck Without You»                                          | 3:31     |  |
| 52.                                       | «Hello, I Love You»                                                       | 2:19     |  |
| 53.                                       | «Gives You Hell»                                                          | 3:26     |  |
| 54.                                       | «Hello (con Jonathan Groff)»                                              | 3:26     |  |
| 55.                                       | «Highway to Hell (con Jonathan Groff)»                                    | 2:58     |  |
| 56.                                       | «Hello, Goodbye»                                                          | 3:29     |  |
| 57.                                       | «Express Yourself»                                                        | 3:59     |  |
| 58.                                       | «Borderline / Open Your Heart»                                            | 2:15     |  |
| 59.                                       | «Vogue»                                                                   | 5:13     |  |
| 60.                                       | «Like a Virgin (con Jonathan Groff)»                                      | 3:15     |  |
| 61.                                       | «4 Minutes»                                                               | 3:09     |  |
| 62.                                       | «What It Feels Like for a Girl»                                           | 4:30     |  |
| 63.                                       | «Like a Prayer (con Jonathan Groff)»                                      | 5:15     |  |
| 64.                                       | «Burning Up (con Jonathan Groff)»                                         | 3:05     |  |
| 65.                                       | «Fire (con Kristin Chenoweth)»                                            | 3:24     |  |
| 66.                                       | «A House Is Not a Home»                                                   | 2:55     |  |
| 67.                                       | «One Less Bell to Answer / A House Is Not a Home (con Kristin Chenoweth)» | 4:42     |  |
| 68.                                       | «Beautiful»                                                               | 3:59     |  |
| 69.                                       | «Home (con Kristin Chenoweth)»                                            | 3:31     |  |
| 70.                                       | «Physical (con Olivia Newton-John)»                                       | 3:18     |  |
| 71.                                       | «Ice Ice Baby»                                                            | 3:25     |  |
| 72.                                       | «U Can't Touch This»                                                      | 4:07     |  |
| 73.                                       | «Run Joey Run (con Jonathan Groff)»                                       | 2:51     |  |
| 74.                                       | «Total Eclipse of the Heart (con Jonathan Groff)»                         | 4:24     |  |
| 75.                                       | «Jessie's Girl»                                                           | 3:14     |  |
| 76.                                       | «Lady Is a Tramp»                                                         | 2:46     |  |
| 77.                                       | «The Boy Is Mine»                                                         | 4:53     |  |
| 78.                                       | «Rose's Turn»                                                             | 2:00     |  |
| 79.                                       | «One»                                                                     | 3:56     |  |
| 80.                                       | «Dream On (con Neil Patrick Harris)»                                      | 4:34     |  |
| 81.                                       | «Safety Dance»                                                            | 3:19     |  |
| 82.                                       | «I Dreamed a Dream (con Idina Menzel)»                                    | 3:08     |  |
| 83.                                       | «Dream a Little Dream»                                                    | 3:18     |  |
| 84.                                       | «Funny Girl (con Idina Menzel)»                                           | 2:44     |  |
| 85.                                       | «Bad Romance»                                                             | 4:54     |  |
| 86.                                       | «Shout It Out Loud»                                                       | 2:49     |  |
| 87.                                       | «Beth»                                                                    | 2:37     |  |
| 88.                                       | «Poker Face (con Idina Menzel)»                                           | 3:39     |  |
| 89.                                       | «Another One Bites the Dust»                                              | 3:00     |  |
| 90.                                       | «Tell Me Something Good»                                                  | 3:14     |  |
| 91.                                       | «Loser»                                                                   | 3:47     |  |
| 92.                                       | «It's a Man's Man's Man's World»                                          | 2:56     |  |
| 93.                                       | «Good Vibrations»                                                         | 4:13     |  |
| 94.                                       | «Give Up the Funk»                                                        | 4:29     |  |
| 95.                                       | «Faithfully»                                                              | 4:33     |  |
| 96.                                       | «Any Way You Want It / Lovin' Touchin' Squeezin'»                         | 3:07     |  |
| 97.                                       | «Don't Stop Believin' (Regionals Version)»                                | 3:41     |  |
| 98.                                       | «Bohemian Rhapsody (con Jonathan Groff)»                                  | 5:56     |  |
| 99.                                       | «To Sir With Love»                                                        | 2:41     |  |
| 100.                                      | «Over the Rainbow»                                                        | 2:31     |  |